# Craig Bianchi
Craig Bianchi (ur. 25 marca 1978 w Kapsztadzie) – południowoafrykański piłkarz występujący na pozycji obrońcy.

## Kariera klubowa
Bianchi karierę rozpoczynał w 1994 roku w zespole Hellenic FC. Przez 8 lat w jego barwach rozegrał 173 spotkania i zdobył 8 bramek. W 2002 roku odszedł do innego zespołu grającego w PSL, Mamelodi Sundowns. Po 3,5 roku spędzonym w tym klubie, na początku 2006 roku został wypożyczony do Maritzburg United z NFD (II liga). W połowie 2006 roku wrócił do PSL, podpisując kontrakt z Santosem. Spędził tam 5 lat i po sezonie 2010/2011 zakończył karierę.

## Kariera reprezentacyjna
W reprezentacji RPA Bianchi zadebiutował w 2001 roku. W 2005 roku został powołany do kadry na Złoty Puchar CONCACAF. Zagrał na nim w meczach z Meksykiem (2:1), Jamajką (3:3) i Gwatemalą (1:1), a drużyna RPA zakończyła turniej na ćwierćfinale.
W latach 2001–2005 w drużynie narodowej Bianchi rozegrał łącznie 7 spotkań.